# Josy Fernández
José Antonio Fernández López, más conocido como Josy Fernández, es un político venezolano que se ha desempeñado como alcalde del Municipio Los Salias, en el estado Miranda. Militó en el partido Fuerza Vecinal.

## Alcalde
Fue electo alcalde del Municipio Los Salias en el estado Miranda en 2013 por la Mesa de la Unidad Democrática.

### Protestas de 2017
En mayo de 2017, durante las protestas en Venezuela, la sala constitucional del Tribunal Supremo de Justicia admitió demandas contra ocho alcaldes opositores, cinco del estado Miranda y tres del estado Mérida, ordenándoles impedir barricadas en sus municipios y amenazándolos con ir a prisión de lo contrario, incluyendo a Fernández López.
Su hijo Michelle Fernández fue asesinado en Charallave en 2019. Formó parte de Fuerza Vecinal, pero renunció en diciembre de 2023 al partido manifestado diferencias profundas tanto de forma como de fondo. El 24 de abril de 2024 fue inhabilitado por la Contraloría para ejercer cargos públicos hasta 2039, en el contexto de las elecciones presidenciales.